# Assedio di Tessalonica (1422-1430)
L'assedio di Tessalonìca, che vide gli ottomani come assedianti, e i bizantini e poi i veneziani come difensori, durò dal giugno 1422 al 29 marzo 1430. L'esito finale dell'assedio fu la vittoria degli ottomani e quindi la sottomissione di Tessalonica all'impero ottomano.

## Le cause
Nel 1421 l'erede al trono bizantino Giovanni VIII Paleologo, figlio dell'imperatore bizantino Manuele II Paleologo, aveva interferito nelle questioni dell'Impero ottomano nel campo della successione del trono del sultano. Mehmet I, padre di Murad II, era morto in quell'anno, e Giovanni VIII aveva appoggiato Mustafà Çelebi nel tentativo di impadronirsi del trono ottomano. Il tentativo non riuscì, e Mustafa fu strangolato da Murad II.
La politica utilizzata da Giovanni VIII Paleologo era comunemente usata nell'Impero bizantino e serviva a mandare in confusione i propri nemici confinanti, in modo che l'impero potesse rafforzarsi. Visto poi che in quel momento l'impero era in piena agonia, la sua caduta poteva avvenire da un momento all'altro. Manuele II, con queste manovre politiche, aveva portato in passato grandi frutti per l'impero, ma non sostenne questa intromissione del figlio nell'impero ottomano, perché da un decennio vigeva la pace fra i due imperi.
Giovanni VIII Paleologo, come tutti i giovani di Costantinopoli, voleva riportare alla grandezza di un tempo l'impero, ma con questa mossa rovinò gli sforzi di trent'anni di regno del padre.

## I preparativi

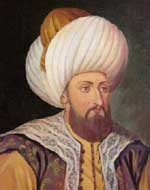
Il sultano ottomano Murad II.

Dopo essere riuscito a farsi ufficialmente riconoscere come successore del padre, Murad II invase l'Impero bizantino. Il progetto dell'assedio fu elaborato da lui stesso, che tese un doppio attacco all'impero bizantino, dividendo il suo grande esercito in due parti: il grosso dell'esercito andò ad assediare Costantinopoli, e il rimanente doveva andare ad assediare Tessalonica, che era la seconda città più grande dell'impero. Con la conquista di Tessalonica, l'Impero ottomano avrebbe potuto dominare tranquillamente su tutta la Tracia, schiacciando le ultime resistenze in quei luoghi.
Murad II poteva contare su una nuova arma molto efficace, che avrebbe migliorato l'artiglieria ottomana. In quegli anni infatti gli ottomani avevano acquistato i loro primi cannoni d'assedio nel 1422, usando i falconi, che erano armi di calibro ridotto (8–10 cm per i modelli più grossi), ma di gittata comparabile a quella di una colubrina. Prima di iniziare l'assedio Murad II aveva fatto preparare molti colpi per quella che ovviamente sarebbe stata l'arma protagonista negli assedi.

## L'assedio
L'assedio di Tessalonica iniziò nel giugno 1422. Si sa che i bizantini erano in netta minoranza, e non possedevano artiglieria; la difesa era organizzata da uno dei figli dell'imperatore, il despota Andronico Paleologo, che essendo gravemente malato di elephantiasis graecorum, era incapace di gestire efficacemente una situazione così grave.
Nella primavera del 1423, la città era ancora sotto assedio e ridotta alla fame, perse e le speranze di vittoria contro gli ottomani erano perse. Andronico pensava che i veneziani avrebbero potuto proteggere Tessalonica meglio di quanto avrebbe potuto fare lui, pertanto nell'estate del 1423 iniziò delle trattative diplomatiche perché la città fosse annessa alla repubblica di Venezia. In quel momento Andronico non pensava al proprio orgoglio, ma agli abitanti di Tessalonica che sarebbero stati massacrati dagli ottomani se questi ultimi fossero entrati in città. La sua idea era condivisa anche dal padre Manuele II e dal fratello Giovanni VIII. I veneziani, stupiti per l'offerta dei bizantini, rifletterono a lungo sulla proposta, poi il doge di Venezia, Francesco Foscari, decise di accettare e la città fu venduta ai veneziani per 50000 ducati. Il doge assegnò a due suoi rappresentanti dieci navi piene di viveri e di soldati pronti per la difesa, comandati da Pietro Loredan che già nel 1416 aveva distrutto una flotta ottomana. Le truppe veneziane entrarono nella città il 14 settembre 1423, con l'approvazione della popolazione che li accolse come dei salvatori. Nello stesso giorno lo stendardo bizantino fu abbassato da tutte le torri di Tessalonica e al suo posto fu messo il leone di Venezia. L'unica clausola che i veneziani erano tenuti a rispettare era un trattamento di favore per le autorità politiche e religiose del luogo.
Andronico senza volerlo aveva contribuito allo scoppio del primo conflitto di una serie di guerre fra la repubblica di Venezia e l'impero ottomano. Appena il potere fu consegnato ai veneziani, Andronico prese l'abito monacale e sì ritirò nel monastero dell'Onnipotente, dove morì il 4 marzo 1429.
La città nonostante la fame resistette, anche perché l'impero ottomano era stato coinvolto anche in altre due guerre, contro i veneziani e contro i karamanidi. Ma nel 1430 l'impero ottomano riuscì a liberarsi da queste due guerre e poté concentrarsi sull'assedio. Murad II organizzò allora in Macedonia un forte esercito, del quale prese direttamente il comando, e si diresse verso Tessalonica. La città non poté resistere a questa offensiva e fu espugnata il 29 marzo e fu saccheggiata per tre giorni. Dopo questo saccheggio la città di Tessalonica contava solamente 7000 abitanti, niente in confronto all'XI secolo in cui vi erano 100000 abitanti.

## Conseguenze
Dopo questo scontro, fra ottomani e veneziani scoppiarono molti conflitti, fino alla caduta della Repubblica di Venezia (XVIII secolo). Per i bizantini la perdita di Salonicco significò un ulteriore grave perdita; era ormai vicina la fine dell'impero, che sarebbe giunta ventitré anni dopo. Gli ottomani invece, grazie a questa vittoria poterono finalmente avere il pieno controllo della Macedonia. La città di Salonicco, a causa della dominazione degli ottomani, andò in profonda crisi, fino all'arrivo nel 1492 degli Ebrei sefarditi cacciati dalla Spagna. L'arrivo di una cultura urbana avanzata fu l'inizio di quello che si chiamò Il Secolo d'Oro che terminò con le nuove vie commerciali delle Americhe e la spaccatura della comunità ebraica per via di Sabetay Sevi. Solo con l'avvento delle istituzioni educative dell'Occidente nel 18o secolo si ebbe un recupero che risultò in un secondo Secolo d'Oro. Questo fini nel 1912, con la conquista della città da parte della Grecia dopo la prima guerra balcanica con la perdita dell'hinterland balcanico e della sua funzione come principale porto di tutto il mercato della penisola.